# Psebai
Psebai (russisch Псеба́й) ist eine Siedlung städtischen Typs in der Region Krasnodar (Russland) mit 10.839 Einwohnern (Stand 14. Oktober 2010).

## Geographie
Die Siedlung liegt an der Nordflanke des Großen Kaukasus etwa 180 km südöstlich des Regionsverwaltungszentrums Krasnodar am linken Ufer der Kleinen Laba (Malaja Laba), die sich etwa 20 km nördlich mit der Großen Laba (Bolschaja Laba) zum Kuban-Nebenfluss Laba vereinigt. In der näheren Umgebung des Ortes erheben sich die Berge auf 1200 bis 1300 m über dem Meeresspiegel. Am gegenüberliegenden, rechten Ufer liegt die Staniza Andrjuki.
Psebai gehört zum Rajons Mostowskoi und befindet sich 30 km südlich von dessen Verwaltungszentrum Mostowskoi. Die Siedlung ist Verwaltungssitz der gleichnamigen Stadtgemeinde (gorodskoje posselenije), zu der weiterhin die vier ländlichen Siedlungen Burny (etwa 12 km südlich des Zentrums von Psebai), Kirowski (20 km südlich), Nikitino (17 km südlich) und Perewalka (7 km südlich) gehören, alle flussaufwärts an der Kleinen Laba.

## Geschichte
Eine russische Siedlung mit dem Namen Psebaiskoje, nach dem Psebaika genannten linken Arm der Kleinen Laba, entstand im Bereich der heutigen Siedlung während des Kaukasuskrieges 1817–1864 im Jahr 1857; im Folgejahr wurde eine Kirche errichtet. 1862 wurden Kosakenfamilien aus der Staniza Nowopokrowskaja angesiedelt, um eine Befestigung an der Grenzlinie zum Siedlungsgebiet der ansässigen Bergvölker zu schaffen. 1873 erhielt der Ort den Status einer Staniza unter dem Namen Psebaiskaja.
Nicht später als 1938 wurde der Ort zu einem Dorf (selo) mit Namen Psebai. Im Zweiten Weltkrieg war der Ort von Sommer 1942 bis Anfang 1943 von der deutschen Wehrmacht besetzt. Von 1944 bis 1962 war er Verwaltungssitz eines gleichnamigen Rajons. 1958 wurde das Dorf mit den flussabwärts gelegenen Siedlungen Gipsowy Sawod („Gipswerk“) und Schelesnodoroschny vereinigt und erhielt den Status einer Siedlung städtischen Typs.

### Bevölkerungsentwicklung
| Jahr | Einwohner |
| ---- | --------- |
| 1897 | 3.391     |
| 1939 | 5.187     |
| 1959 | 14.152    |
| 1970 | 10.907    |
| 1979 | 9.879     |
| 1989 | 11.207    |
| 2002 | 11.031    |
| 2010 | 10.839    |

Anmerkung: Volkszählungsdaten

## Sehenswürdigkeiten
Psebai ist einer der Ausgangspunkte für den Besuch der zentralen Teile des westlichen Kaukasus sowie des vorgelagerten „Felsenkammes“ (Skalisty chrebet). Südlich des Ortes, im Bereich des Oberlaufes der Kleinen Laba und ihrer Zuflüsse, erstreckt sich ein Teil des Kaukasus-Naturreservates.

## Wirtschaft und Infrastruktur
Größtes Unternehmen ist das Werk Kubanski gips, das der deutschen Knauf Gips KG gehört. Daneben gibt es Betriebe der Forstwirtschaft.
Psebai ist Endpunkt einer knapp 100 km langen Eisenbahnstrecke, die in Kurganinsk (Station Kurgannaja) von der Strecke Armawir – Tuapse abzweigt. Auf den letzten gut 10 km ab dem nördlich gelegenen Ort Schedok bis zum Gipswerk Psebai dient sie ausschließlich dem Güterverkehr. Die Strecke wurde 1915 bis Labinsk (Station Labinskaja), 1951 bis zu ihrem Endpunkt eröffnet. Eine von Psebai nach Kurdschinowo im weiter östlich verlaufenden Tal der Großen Laba führende Schmalspurbahn wurde in den 1980er-Jahren stillgelegt. Im unteren Teil des Ortes wird die Kleine Laba von der Regionalstraße R256 gekreuzt, die von der Hauptstadt der Republik Adygeja Maikop kommend weiter über Selentschukskaja nach Karatschajewsk in der Republik Karatschai-Tscherkessien führt.